# St. Maria Himmelfahrt (Stuttgart-Feuerbach)

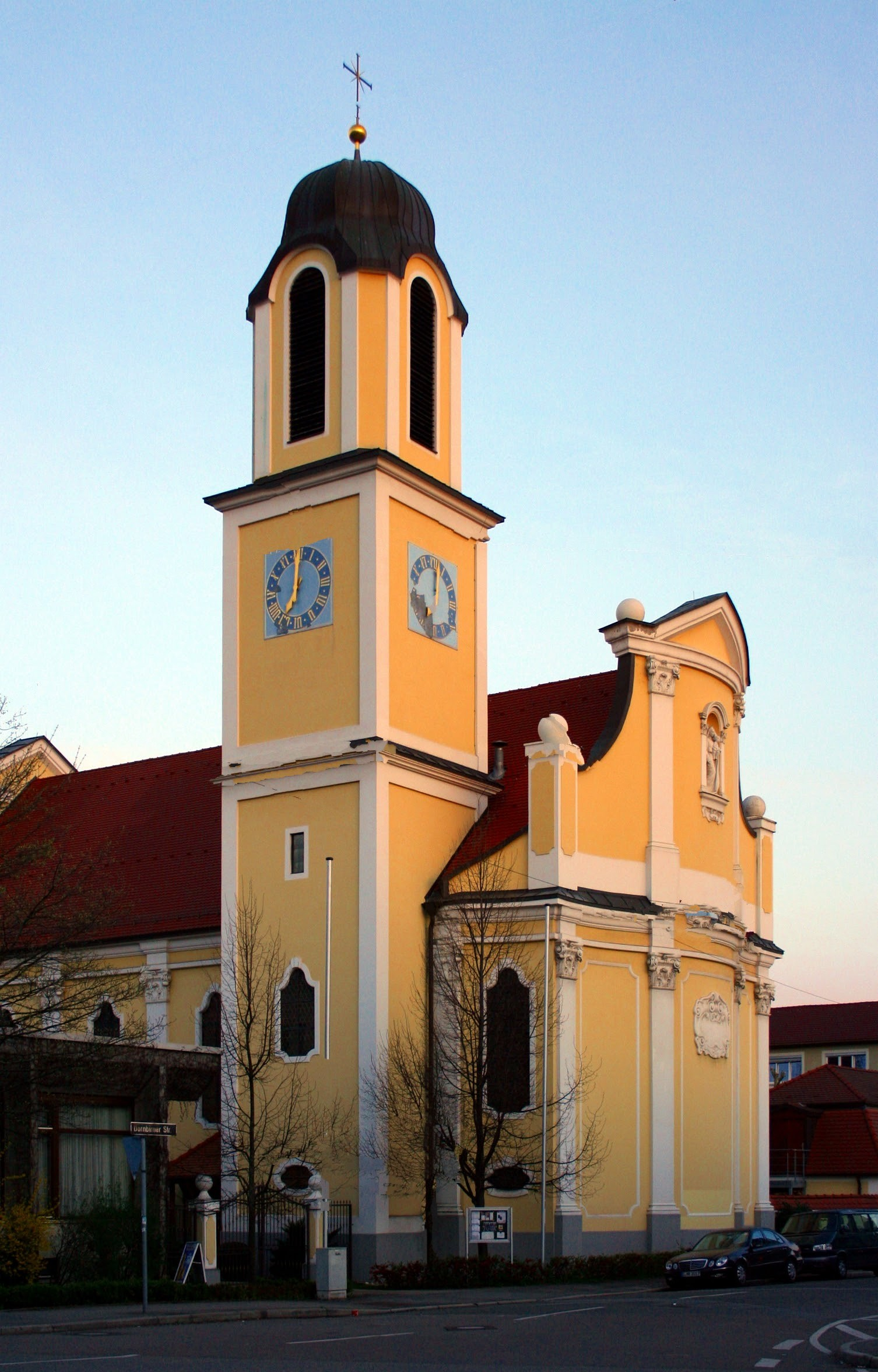
St. Maria Himmelfahrt

Die katholische Kirche Maria Himmelfahrt in Stuttgart-Feuerbach wurde von 1990 bis 1995 vom Architekten Bernhard Haass erbaut. Sie wurde in moderner Skelettbauweise in barockem Stil errichtet.
Sie ist die größte Kirche der Priesterbruderschaft St. Pius X. in Deutschland. Außerdem hat der deutsche Distrikt der Bruderschaft hier seinen Sitz.

## Geschichte

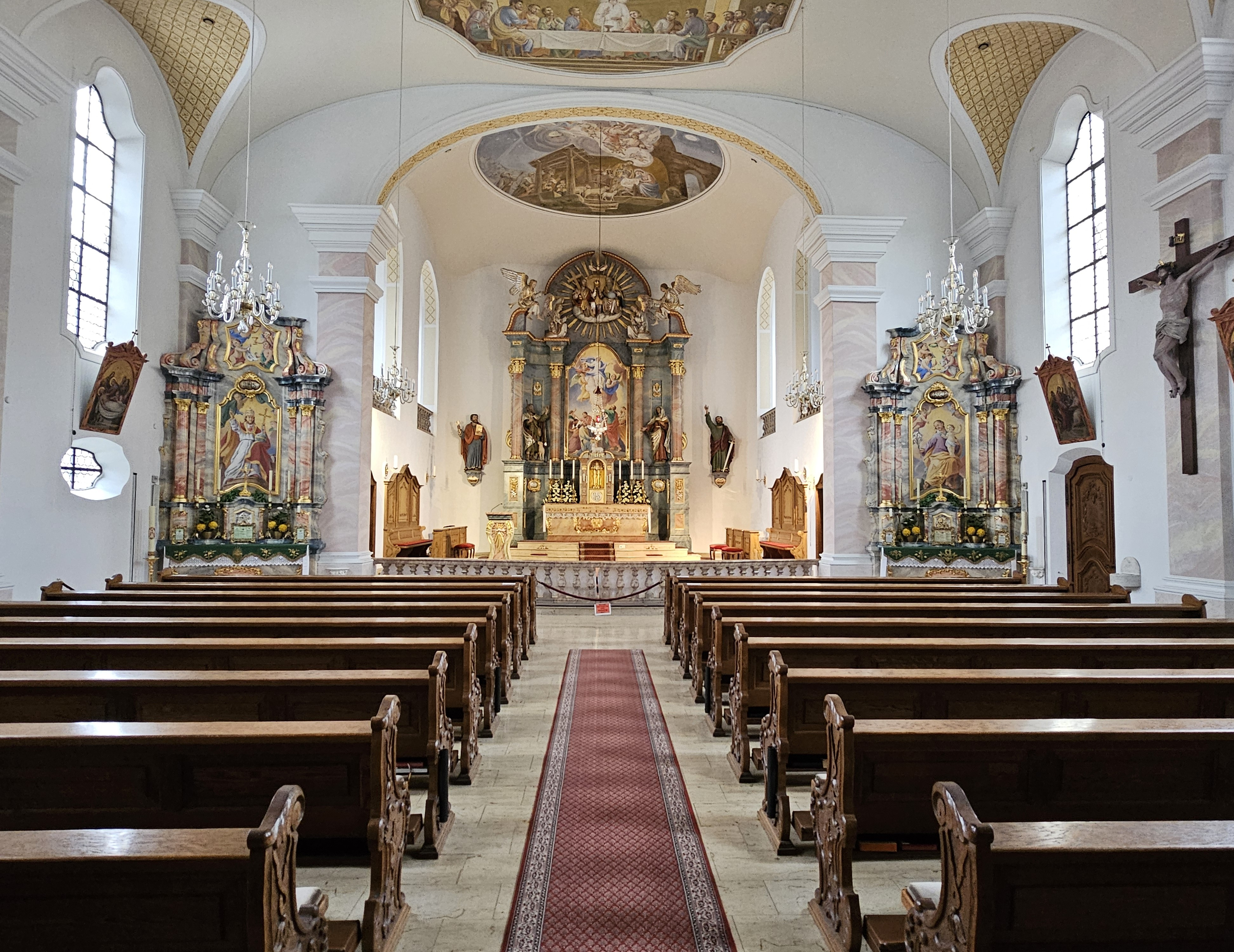
Innenraum

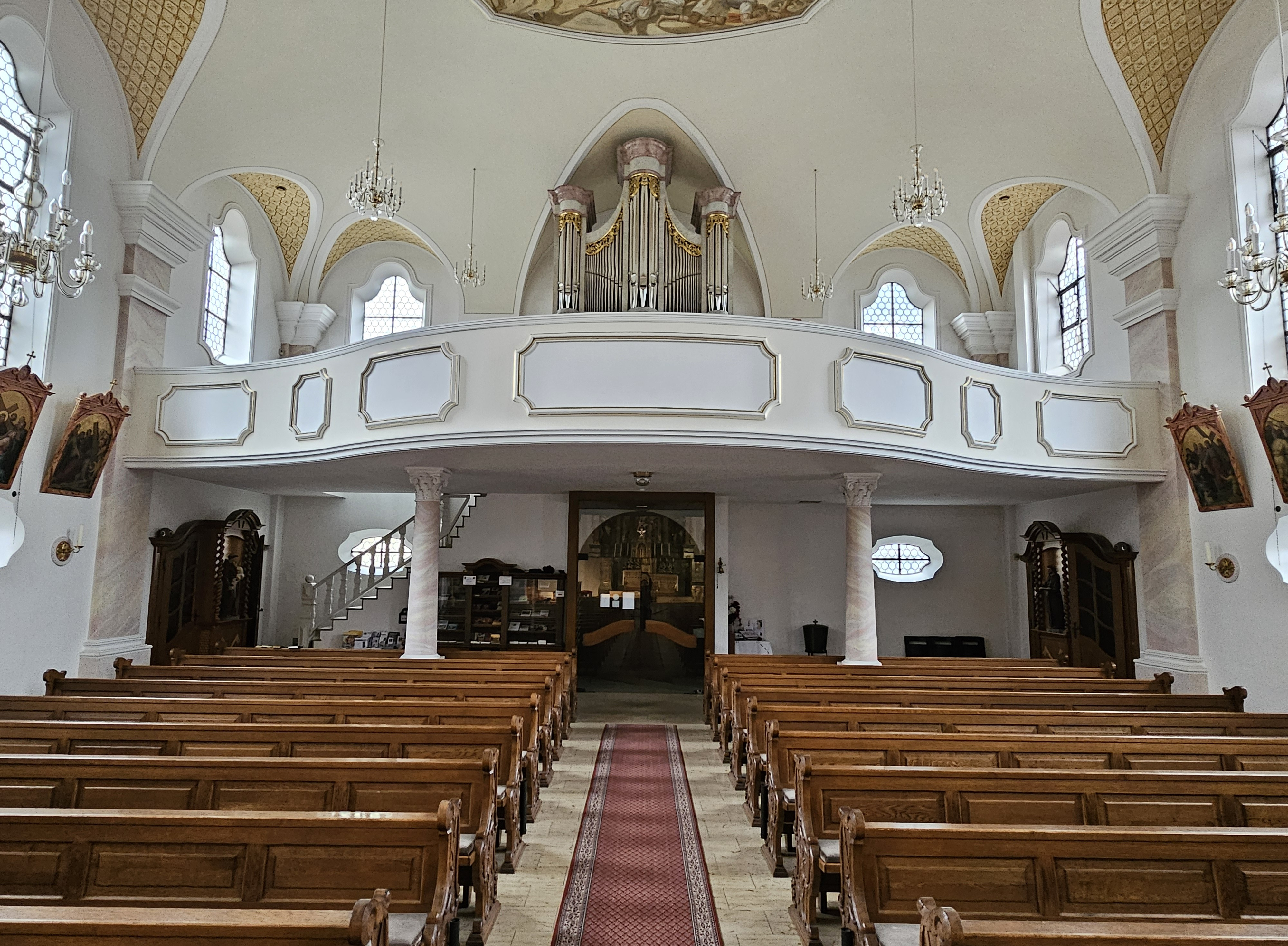
Blick zur Empore mit Orgel

Bereits in den 1970er Jahren gab es in Stuttgart eine kleine Gruppe von traditionstreuen Katholiken. Als sie größer wurde, gründete die Priesterbruderschaft hier im Jahre 1981 ihr Priorat St. Athanasius.
Die Kirche wurde auf einem zusammengelegten Grundstück erbaut, auf dem einen Teil standen früher Wohnhäuser, der andere Teil war ein Fabrikgelände. Die Bauarbeiten begannen mit der Grundsteinlegung im Jahre 1990, 1993 war der Bau außen fertig und die erste Heilige Messe wurde zelebriert, das Gerüst für die verbliebenen Maler- und Stuckateur-Arbeiten im Innern konnte erst 1994 entfernt werden. Am 13. April 1997 fand die Kirchweihe statt.

## Ausstattung
Die Ausstattung des Allgäuer Künstlers Otto Kobel orientiert sich ebenfalls am Barock.
Die mechanische Orgel mit ursprünglich 17 Registern baute 1995 die Orgelwerkstatt Mühleisen. Im Zuge von Renovierungsarbeiten an der Orgel im Jahr 2023 wurde ein weiteres Register ergänzt, sodass nun 18 Register verbaut sind. Die Seitenaltäre wurden am 15. August 2010 vom Augsburger Maler Hermengil Peiker fertiggestellt.

## Glocken
Im Turm der Kirche hängen fünf Glocken mit den Tönen f1, g1, a1, c2 und d2.

## Priorat St. Athanasius und Gemeindeleben
Die Kirche gehört zum Priorat St. Athanasius, welches seit 1981 besteht. Seit 1984 beherbergt es den Sitz des deutschen Distrikts der Priesterbruderschaft.
Seine fünf Priester und zwei Brüder betreuen 550–600 Gläubige.
Zum Priorat gehören noch weitere Kirchen und Kapellen:
- Kirche Heilig Kreuz in Reutlingen
- Kirche Mariä Verkündigung in Schramberg-Sulgen
- Kapelle Mutter vom Guten Rat in Schwäbisch Gmünd
- Kirche Sieben Schmerzen Mariae in Kochendorf